# Culture du baseball

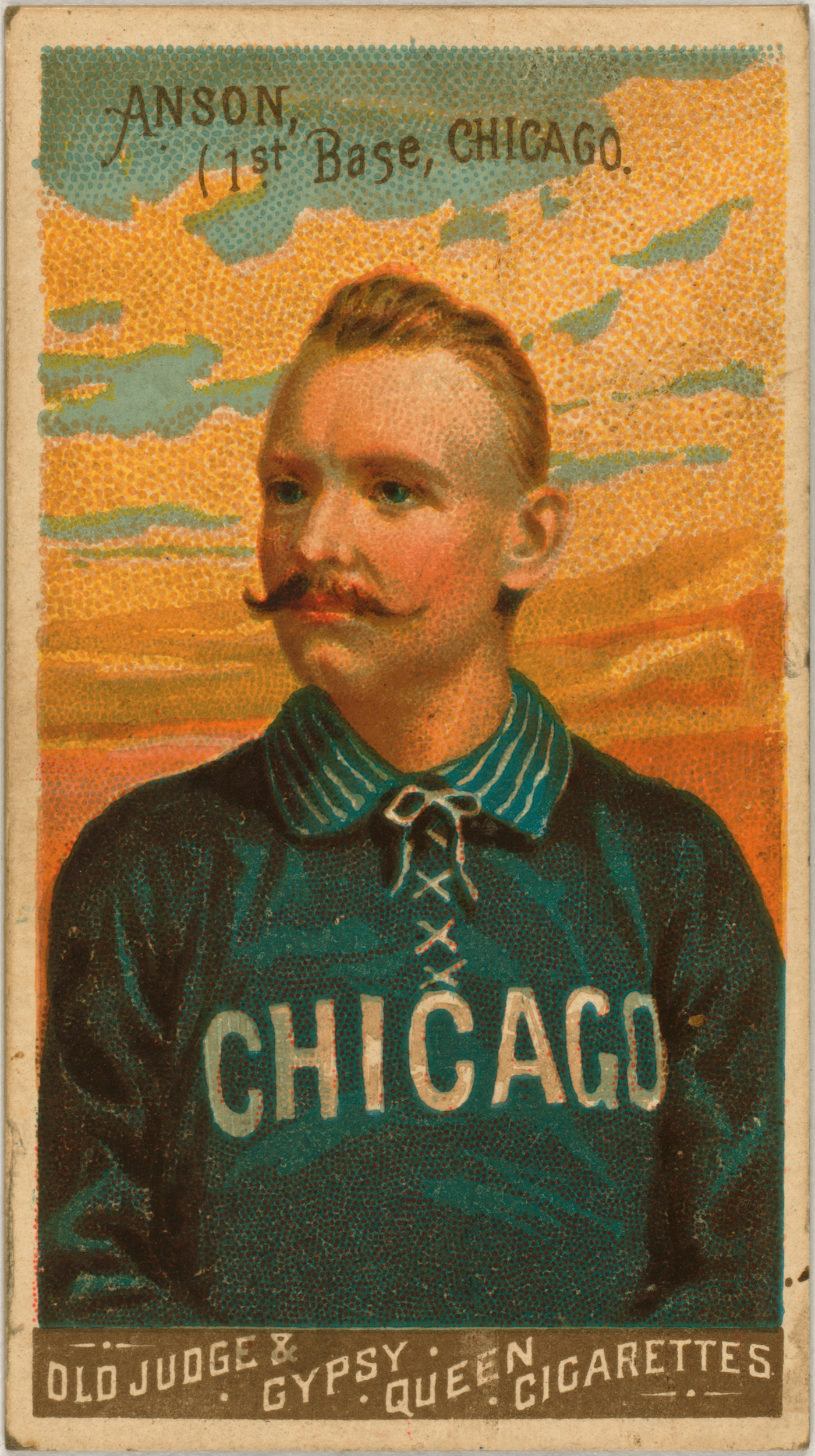
Cap Anson, carte Goodwin Champions de 1888.

Le baseball a connu nombre de déclinaisons de la littérature au cinéma en passant par les jeux vidéo, notamment. 

## Cartes de baseball
Les cartes de baseball (Baseball cards) constituent également un élément important de la culture du baseball et même de la culture américaine. Ces cartes sont apparues dès la fin du XIXe siècle dans les paquets de cigarettes, de chewing-gum ou de bonbons et les plus rares d'entre elles atteignent aujourd'hui des prix importants. À ce niveau, la plus fameuse carte est celle d'Honus Wagner de 1909 (la T206 Honus Wagner) dont le prix s'est établi à 2,35 millions de dollars lors d'une vente aux enchères le 26 février 2007.
Les premiers ancêtres de ces cartes apparaissent en 1868. Elles sont éditées à New York par le magasin d'équipements sportifs Peck and Snyder. Ces dernières ne sont que des photographies d'équipes. Les premières véritables cartes dédiées à des joueurs datent de 1886-1887.

## Littérature
Le premier roman ayant pour cadre le baseball est Chasing Base de William Everett (1868). Les romans de baseball sont populaires aux États-Unis durant les années 1890. Ring Lardner signe le premier roman ne s'adressant pas en priorité à un jeune lectorat en 1916 : You Know Me Al. Lardner publie quinze romans sérieux de baseball en seize ans. 
Parmi les grands romans ayant pour cadre le baseball, citons Le Meilleur (The Natural) (1952) de Bernard Malamud, The Universal Baseball Association Inc. Henry Waugh Prop. (1968) de Robert Coover, Shoeless Joe (1982) de W. P. Kinsella et For Love of the Game (1991) de Michael Shaara. 
Grand fan du jeu et des Boston Red Sox, le romancier Stephen King fait parfois référence au baseball dans ces romans. Le roman La Petite Fille qui aimait Tom Gordon (1999) notamment. En 2010, il publie le roman Blockade Billy.
La première autobiographie de joueur est publiée en 1900 : celle de Cap Anson. Dans le domaine des essais, The Book of American Pastime (1866) de Jacob Morse donne des indications sur les clubs opérant alors.
Inclassable, le poème Casey at the Bat (1888) est présenté en public en mai 1889 par DeWolf Hopper au Wallace's Theatre de New York. Hopper récita plus de 10 000 fois ce poème en public au long de sa carrière. Il est diffusé à la radio le 27 décembre 1932. Ce poème inspira nombre d'imitations et d'adaptations.
En 2002, Sports Illustrated publie une liste des 100 meilleurs livres sportifs. Parmi cette sélection, The Boys of Summer (1972) de Roger Kahn est deuxième, Ball Four (1970) de Jim Bouton est troisième et Youn Know Me Al (1916) de Ring Lardner cinquième.

## Cinéma
Le premier film consacré au baseball date de 1898. Signé par Thomas Edison, The Ball Game se contente de restituer quelques lancers. Le premier film disposant d'un scénario est une question non tranchée. Deux candidats : How the Officer Boy Saw the Ball Game de Thomas Edison et Baseball on the Beach. Ces deux courts métrages datent de 1906.
Le premier documentaire est tourné en 1908 à l'occasion des Séries mondiales.
Les plus fameux films ayant un scénario construit autour du baseball sont Le Meilleur (1984) avec Robert Redford qui obtint quatre nominations aux Oscars, Jusqu'au bout du rêve (3 nominations aux Oscars) avec Kevin Costner, Vainqueur du destin (11 nominations aux Oscars) avec Gary Cooper dans le rôle de Lou Gehrig et Une équipe hors du commun avec Tom Hanks et Geena Davis retraçant les premiers pas de la ligue professionnelle féminine. Au rayon des comédies, citons Les Indians (1989).
Des joueurs de Ligues majeures apparaissent parfois dans des films, liés ou pas au baseball. Cette pratique est très courante entre les deux Guerres mondiales dans la droite ligne des pratiques déjà en usage avant la Grande Guerre et l'apparition du cinéma avec des joueurs passant l'hiver à se produire dans des cabarets ou des pièces de théâtre. Ty Cobb apparait ainsi en 1917 dans Somewhere in Georgia, Joe DiMaggio fait sa première apparition à l'écran en 1937 dans Manathan Merry-go-Round tandis que Lou Gehrig joue dans un western de série B, Rawhide (1938).

## Séries télévisées
La plus fameuse série télévisée centrée sur le baseball est un documentaire : l'Histoire du baseball de Ken Burns en 1994. En neuf épisodes d'une heure et demie environ, Burns nous raconte l'histoire du jeu à travers des documents souvent rares et des entretiens avec des personnalités.
The Bronx Is Burning, diffusée en juillet-août 2007 sur ESPN, est une série scénarisée sur arrière fond de faits réels. Ce véritable feuilleton en huit épisodes nous plonge dans les coulisses des New York Yankees des années 1970.
Outre ces deux programmes, il existe d'autres séries moins réussies, mais aussi, et surtout, des apparitions dans de très nombreuses autres séries. Dans Star Trek : Deep Space Nine, nous apprenons ainsi que les Séries mondiales de 2042, remportées par les London Kings, se tiendront devant seulement 300 spectateurs. Dans Stargate SG-1, le colonel Jack O'Neill souhaite voyager dans le passé en 1908 pour assister à la dernière victoire des Chicago Cubs en World Series. Dans La Petite Maison dans la prairie, l'épisode La Belle Équipe (Saison 2, épisode 4) est consacré au baseball avec la tenue d'un match entre l'équipe du village et celle de la ville voisine. L'épisode Le Grand Jour de la série X-Files est largement consacré au baseball.

## Jeux vidéo
Parmi les jeux vidéo de management, on citera Out of the Park Baseball et Baseball Mogul.

## Chansons
La chanson Take Me Out to the Ball Game (1908) est l'hymne du baseball. Ce titre est traditionnellement joué et repris par les spectateurs lors de la pause de la septième manche. Après les attentats du 11 septembre 2001, nombre de franchises jouent God Bless America à la septième manche. 2008 qui marque le centenaire de la création de Take Me Out to the Ball Game donnera lieu à nombre de célébrations. La collection de Francis Driscoll comprend plus de 50 000 chansons dédiées au baseball, mais aucune n'a atteint la notoriété de Take me qui figure sur le podium des chansons les plus jouées aux États-Unis derrière l'hymne américain et Happy Birthday to You.
Parmi les autres grands succès liés au baseball, citons Joltin' Joe DiMaggio de Les Brown en 1941, Did You See Jackie Robinson Hit That Ball? de Buddy Johnson et Count Basie en 1949 et I Love Mickey de Teresa Brewer en 1956
L'hymne américain lui-même est un ancien chant patriotique régulièrement joué pendant les matches de baseball depuis 1897, soit 34 ans avant son adoption comme hymne national par le Congrès des États-Unis (3 mars 1931).
La musique est utilisée par certains clubs pour se singulariser. Ainsi, la chanson « Sweet Caroline » écrite en 1959 par Neil Diamond est devenue l'un des hymnes des supporters des Sox à Fenway Park. Le titre est diffusé pour la première fois en 1998 à la demande d'un employé du stade qui venait d'être père d'une petite Caroline. Depuis lors, elle est jouée et reprise en chœur par les supporters lors de la pause de la huitième manche. Les New York Mets utilisent également ce même titre pour stimuler ses supporters. Les Cubs de Chicago jouent Go, Cubs, Go après leurs victoires.
Le rappeur canadien Buck 65 fait un clin d'œil au baseball avec la chanson 463, qui sont les chiffres utilisé pour parler d'un  double jeu.

## Humour
Les humoristes utilisèrent également le baseball pour donner naissance à des sketches restés fameux. « Who's on First? » reste le plus emblématique. Créé au début du XXe siècle, il est régulièrement repris, notamment par le duo Abbott-Costello (1938), et fut désigné par le magazine Time comme le meilleur sketch du XXe siècle.

## Supporters
Après la vague des premiers spectateurs qui étaient quasi exclusivement des parieurs, les premiers supporters apparaissent à la fin des années 1870 et héritent de noms divers : cranks, bugs et fans.
Les supporters de baseball sont généralement festifs lors des parties importantes. Ils participent de bon cœur aux pauses chantées, notamment en septième manche ou retenti généralement le fameux Take Me Out to the Ball Game. La ola (wave) est pratiquée pour la première fois dans un stade de baseball de la Ligue majeure en 1984 à l'occasion d'un match de play-offs joué à Détroit.